# Campionati asiatici maschili di pallacanestro Under-16
I Campionati asiatici maschili di pallacanestro Under-16 (in inglese FIBA Asia Under-16 Championship) sono una competizione sportiva continentale a cadenza biennale organizzata dalla FIBA Asia, la federazione asiatica della pallacanestro.
Si tratta di un torneo tra nazionali composte di giocatori al di sotto dei 16 anni di età, ed è di solito valevole per la qualificazione ai Campionati mondiali Under-17.
Il primo campionato asiatico di pallacanestro Under-16 si tenne nel 2009.

## Albo d'oro
| Anno          | Nazione ospitante | Finale 1º/2º  | Finale 1º/2º | Finale 1º/2º  | Finale 3º/4º | Finale 3º/4º | Finale 3º/4º  |
| Anno          | Nazione ospitante | Vincitore     | punteggio    | Secondo posto | Terzo posto  | punteggio    | Quarto posto  |
| ------------- | ----------------- | ------------- | ------------ | ------------- | ------------ | ------------ | ------------- |
| 2009 dettagli | Malaysia          | Cina          | 104 - 69     | Corea del Sud | Iran         | 83 - 73 OT   | Filippine     |
| 2011 dettagli | Vietnam           | Cina          | 92 - 52      | Corea del Sud | Giappone     | 94 - 81      | Filippine     |
| 2013 dettagli | Iran              | Cina          | 85 - 78      | Filippine     | Giappone     | 85 - 72      | Taipei cinese |
| 2015 dettagli | Indonesia         | Corea del Sud | 78 - 69      | Taipei cinese | Cina         | 80 - 58      | Giappone      |

## Medagliere per nazioni
| Pos. | Paese         | Oro | Argento | Bronzo | Totale |
| ---- | ------------- | --- | ------- | ------ | ------ |
| 1    | Cina          | 3   | 0       | 1      | 4      |
| 2    | Corea del Sud | 1   | 2       | 0      | 3      |
| 3    | Filippine     | 0   | 1       | 0      | 1      |
| 3    | Taipei cinese | 0   | 1       | 0      | 1      |
| 4    | Giappone      | 0   | 0       | 2      | 2      |
| 3    | Iran          | 0   | 0       | 1      | 1      |